# Сеоска библиотека у Лужанима
Сеоска библиотека у Лужанима је сеоска позајмна библиотека која је отворена 2020. године у Лужанима, код Градишке, Република Српска, БиХ.

## О библиотеци
У Лужанима код Градишке, у Друштвеном дому, у мају 2020. године отворена је прва сеоска библиотека у овом крају. 
Заслуге за отварање библиотеке у селу имају мештани, и предузеће Графомарк из Лакташа које је донирало књиге.
Почетни фонд библиотеке је чинио 1.022 књига.Заступљене су књиге из спорта као и историјска дела која се односе на страдање народа у градишком крају.
Простор Библиотеке је функционалан и лепо уређен.
Сем Друштвеног дома где је смештена Библиотека, Лужани су обновили и терене за фудбал, одбојку и друге спортове, уредили шумарке, направили паркинг, путеве и стазе за рекреативце и бициклисте.

### Планови
Мештани Лужана у наредном периоду планирају да направе амфитеатар и читаоницу на отвореном где ће се одржавати часови у природи за основце и средњошколце, као и за друге активности.